# Zítra bude líp
Zítra bude líp (v originále Ça ira mieux demain) je francouzská filmová komedie z roku 2000, kterou režírovala Jeanne Labrune podle vlastního scénáře. Snímek měl světovou premiéru ve Francii dne 15. listopadu 2000.

## Děj
Film se točí kolem několika pařížských bobos, jako psychoanalytik a jeho manželka, amatérské romanopiskyně, kontrabasistka, dekoratér aj. Vztahy mezi intelektuály a umělci Latinské čtvrti se vyostří kvůli zásadnímu problému s nábytkem, zejména kvůli objemné komodě, která putuje z ruky do ruky a kterou by rádi uložili do sklepa, ale nikdo neví, jak ji ochránit před vlhkostí. Řešení balení do vzduchotěsné plastové fólie má své zastánce i odpůrce.

## Obsazení
| Nathalie Baye          | Sophie                        |
| Isabelle Carré         | Marie                         |
| Jeanne Balibarová      | Élisabeth                     |
| Jean-Pierre Darroussin | Xavier                        |
| Sophie Guillemin       | Annie                         |
| Didier Bezace          | Franck                        |
| Danielle Darrieuxová   | Éva                           |
| Nathalie Besançon      | Céline                        |
| Dominique Besnehard    | zpívající pacient             |
| Philippe du Janerand   | netrpělivý pacient            |
| Christophe Odent       | pacient                       |
| Hélène Lapiower        | deprimovaná pacientka         |
| Hubert Saint-Macary    | Éric                          |
| Sylvie Joly            | pacientka                     |
| Françoise Gillard      | mladá žena v metru            |
| Vincent Nemeth         | antikvář                      |
| Erwan Creignou         | prodavač v obchodě pro kutily |
| Hélène Babu            | pokladní v obchodě pro kutily |

## Ocenění
- César: nominace na nejlepší herečku ve vedlejší roli (Jeanne Balibarová)